# Бломвлит, Хенк
Хендрик Харманюс (Хенк) Бломвлит (нидерл. Hendrik Harmanus "Henk" Blomvliet; 24 февраля 1911, Амстердам — 14 марта 1980, там же) — нидерландский футболист.
Младший брат бейсболиста Яна Бломвлита.

## Биография

### Клубная карьера
Хенку Бломвлиту было 13 лет когда он попал в амстердамский «Аякс». Дебют Хенка состоялся 18 сентября 1932 года в матче 1-тура чемпионата против клуба ДФК. Обновлённый «Аякс» имел в своём составе сразу четверых новых игроков: Бломвлита, Дона, Хубура и Аудендейка. Пропустив в первом тайме, амстердамцы свели матч вничью благодаря голу Юррианса.
Первоначально Хенк игра на позиции нападающего, но практически через год Бломвлит потерял место в основном составе. Лишь в сезоне 1935/36 Хенк смог вернуть себе место в основном составе «Аяксе», но на этот выступая раз на позиции защитника. Благодаря своей универсальности Бломвлит мог сыграть на любой позиции, в 30-е года Хенк сыграл 149 матчей за «Аякс».
Футбольная карьера Бломвлита закончилась с началом Второй мировой войны. Хенк в годы войны служил в Германии. К концу войны Бломвлиту было уже 34 года и он не находился в отличной форме, тем не менее Хенк вернулся в футбол и отыграл сезон 1946/1947 за «Аякс». Всего в составе «Аякса» Бломвлит провёл 149 матчей и забил 42 мяча, свою последнюю игру за амстердамский клуб Хенк провёл 21 июня 1947 года против клуба «Блау-Вит».
В 1953 году Хенк Бломвлит получил звание почётного члена клуба «За заслуги» по случаю 50-й годовщине «Аякса»

### Карьера в сборной
В национальной сборной Нидерландов Хенк дебютировал 26 февраля 1932 года в матче против сборной Венгрии, который завершился победой нидерландцев со счётом 3:2. Свой второй и последний матч за сборную Бломвлит провёл 19 марта 1932 года против сборной Бельгии, завершившийся со счётом 5:4 в пользу бельгийцев.

## Статистика

### Матчи Бломвлита за сборную Нидерландов
| Матчи Бломвлита за сборную Нидерландов | Матчи Бломвлита за сборную Нидерландов | Матчи Бломвлита за сборную Нидерландов | Матчи Бломвлита за сборную Нидерландов | Матчи Бломвлита за сборную Нидерландов | Матчи Бломвлита за сборную Нидерландов |
| -------------------------------------- | -------------------------------------- | -------------------------------------- | -------------------------------------- | -------------------------------------- | -------------------------------------- |
| №                                      | Дата                                   | Соперник                               | Счёт                                   | Голы Бломвлита                         | Соревнование                           |
| 1                                      | 26 февраля 1939                        | Венгрия                                | 3:2                                    | —                                      | Товарищеский матч                      |
| 2                                      | 19 марта 1939                          | Бельгия                                | 4:5                                    | —                                      | Товарищеский матч                      |

Итого: 2 матча / 0 голов; 1 победа, 0 ничьих, 1 поражение.

## Достижения
- Чемпион Нидерландов (4): 1933/34, 1936/37, 1938/39, 1946/47

## Личная жизнь
Умер Хенк Бломвлит 14 марта 1980 года в возрасте 69 лет.